# Komarivka, Rozdilna
Komarivka (în ucraineană Комарівка) este un sat în comuna Velîka Mîhailivka din raionul Rozdilna, regiunea Odesa, Ucraina.

## Demografie
Componența lingvistică a localității Komarivka
     Ucraineană (85,97%)
     Română (10,41%)
     Rusă (3,62%)
Conform recensământului din 2001, majoritatea populației localității Komarivka era vorbitoare de ucraineană (85,97%), existând în minoritate și vorbitori de română (10,41%) și rusă (3,62%).